# Тарасуль Геннадій Львович
Геннадій Львович Тарасуль (20 січня 1935 — 8 лютого 2022, Одеса) — радянський і український кінорежисер, сценарист, продюсер і літератор.

## Біографія
Народився 20 січня 1935 року в родині військовослужбовця. Закінчив Одеський політехнічний інститут у 1959 році.
Працював на Одеській кіностудії — сценарістом та другим режисером.
Автор літературних творів: роману «Ризик» (1969), повістей «Стоянка не передбачена» (1967), «Крізь осінні хмари» (1973), «Мить життя» (1976), п'єси «Аварія» (1979), поставленої в Одеському театрі.
Член Національної Спілки кінематографістів України.
Помер 8 лютого 2022 року у віці 87 років в м. Одесі.

### Сім'я
- Син: Тарасуль Олександр Геннадійович — український сценарист.

## Фільмографія
Другий режисер:
- «Короткі зустрічі» (1967, реж. К. Муратова)
- «Випадок зі слідчої практики» (1968, реж. Л. Агранович)
- «Валерка, Ремка + ...» (1970, реж. реж. В. Козачков)
- «Довгі проводи» (1971, реж. К. Муратова)
- «Мушкетери 4 „А“» (1972, реж. В. Козачков)
- «Фантазії Веснухіна» (1977, реж. В. Харченко)
- «Особливо небезпечні...» (1979, реж. Суламбек Мамілов)
- «Довгий шлях в лабіринті» (1981, т/ф, у співавт.; реж. В. Левін)
- «Тепло рідного дому» (1983, реж. Г. Карюк)
- «Дій за обставинами!..» (1984, у співавт.; реж. І. Горобець)
- «Була не була» (1986, реж. В. Федосов) тощо.

Сценарист:
- «Відповідна міра» (1974)
- «Гені — зірка далека і близька» (1979)
- «Довга пам'ять» (1985, реж. Роман Віктюк)
- «Миті кохання» (1989, у співавт.) та ін.

Зіграв ряд епізодів в картинах Кіри Муратової:
- «Настроювач» (2004)
- «Мелодія для катеринки» (2009).